# Медведево (Тотемський район)
Медве́дево (рос. Медведево) — присілок у складі Тотемського району Вологодської області, Росія. Входить до складу П'ятовського сільського поселення.

## Населення
Населення — 146 осіб (2010; 153 у 2002).
Національний склад (станом на 2002 рік):
- росіяни — 96 %